# أوقست كيرلي
أوقست كيرلي (بالإنجليزية: August Curley)‏ هو لاعب كرة قدم أمريكية أمريكي، ولد في 24 يناير 1960 في ليتل روك في الولايات المتحدة.

## وصلات خارجية
- أوقست كيرلي على موقع مرجع كرة القدم المحترفة.كوم (الإنجليزية)
- أوقست كيرلي على موقع JustSportsStats.com (الإنجليزية)
- أوقست كيرلي على موقع كلية كرة القدم في سبورتس رفرنس.كوم (الإنجليزية)